# Scopula meissli
Scopula meissli är en fjärilsart som beskrevs av Karl Schawerda 1911. Scopula meissli ingår i släktet Scopula och familjen mätare. Inga underarter finns listade.